# New Vibe Man in Town
Albums de Gary Burton
After the Riot at Newport
(1960) Who is Gary Burton ?
(1962)
New Vibe Man in Town est un album de jazz du vibraphoniste Gary Burton enregistré en 1961 avec Gene Cherico (basse) et Joe Morello (batterie).

## Liste des titres
| No | Titre                      | Musique           | Durée |
| -- | -------------------------- | ----------------- | ----- |
| 1. | Joy Spring                 | Clifford Brown    | 3:39  |
| 2. | Over the Rainbow           | Harold Arlen      | 4:21  |
| 3. | Like Someone in Love       | Johnny Burke      | 3:05  |
| 4. | Minor Blues                | Arif Mardin       | 5:30  |
| 5. | Our Waltz                  | David Rose        | 4:30  |
| 6. | So many Things             | Marian McPartland | 4:14  |
| 7. | Sir John                   | Blue Mitchell     | 4:10  |
| 8. | You Stepped Out of a Dream | Nacio Herb Brown  | 4:28  |